# Mitracarpus brachystigma
Mitracarpus brachystigma är en måreväxtart som beskrevs av Ignatz Urban. Mitracarpus brachystigma ingår i släktet Mitracarpus och familjen måreväxter. Inga underarter finns listade i Catalogue of Life.